# Huawei P20
Huawei P20 e Huawei P20 Pro sono smartphone progettati e commercializzati da Huawei e messi in vendita il 27 marzo 2018 come cellulari della serie P, successori alla serie di Huawei P10. Questa serie include uno smartphone di fascia media chiamato Huawei P20 Lite, che include specifiche leggermente inferiori e differenze rispetto al P20.
Sono stati presentati a Parigi il 27 marzo 2018.

## Specifiche tecniche

### Hardware
Il Huawei P20 è dotato di un display da 5,8" con una risoluzione dello schermo di 1080 x 2240 pixel. Il dispositivo è animato da una CPU octa-core (Kirin 970, 4x2.36 GHz Cortex-A73 + 4x1.84 GHz Cortex-A53) con 4 GB di RAM e 128 GB di memoria interna. Ha una GPU Mali-G72 MP12. Il dispositivo è spesso 7,65 mm e pesa 165 grammi. La batteria ha una capacità di 3400 mAh. La fotocamera posteriore ha un sensore CMOS da 12 MP che supporta una risoluzione di 4290 x 2800 pixel e la fotocamera frontale ha un sensore CMOS da 24 MP. La videocamera frontale fa video in 4K (2160 px) 30 fps, invece quella frontale è Full HD 30 fps. Sono altresì presenti sensore di luminosità, sensore di prossimità, accelerometro, bussola, giroscopio e sensore di impronte digitali. È disponibile nelle colorazioni: nero, blu, blu-verde smeraldo, rosa-oro.
Huawei P20 Pro è dotato di un display da 6,1 " con una risoluzione dello schermo di 1080 x 2240 pixel. Il dispositivo è dotato della stessa CPU e GPU del Huawei P20. Possiede 6 GB di RAM e 256 GB di memoria interna. Il dispositivo è spesso 7.8 mm e pesa 180 grammi. La batteria ha una capacità di 4000 mAh.  Questo dispositivo ha tre fotocamere con il primo obiettivo di 40MP RGB, il secondo in monocromia 20MP e il terzo un teleobiettivo RGB 8MP 3x con stabilizzazione ottica dell'immagine. Oltre a quelle classiche le colorazioni esclusive del P20 Pro disponibili sono: Twilight (doppia tonalità viola-verde) e Blu rifrangente (simile alla colorazione blu di Honor 8).

### Software
Huawei P20, P20 Lite e P20 Pro posseggono il sistema operativo Android 8.1 Oreo con EMUI 8.1.

## Problemi software

### Cronologia di Google Maps
Secondo molte recensioni, alcuni telefoni Huawei (tra cui P20 e P20 Pro), soffrono dello stesso problema: Google Maps non tiene traccia delle località visitate correttamente o del tutto. Ci sono alcune presunte correzioni per questo, compresa la cancellazione di alcune aree della cache, ma sembra essere correlata alla presenza di più di un account Google configurato nel sistema. Huawei è stata contattata da più utenti su questo problema, ma non è stato ancora risolto.

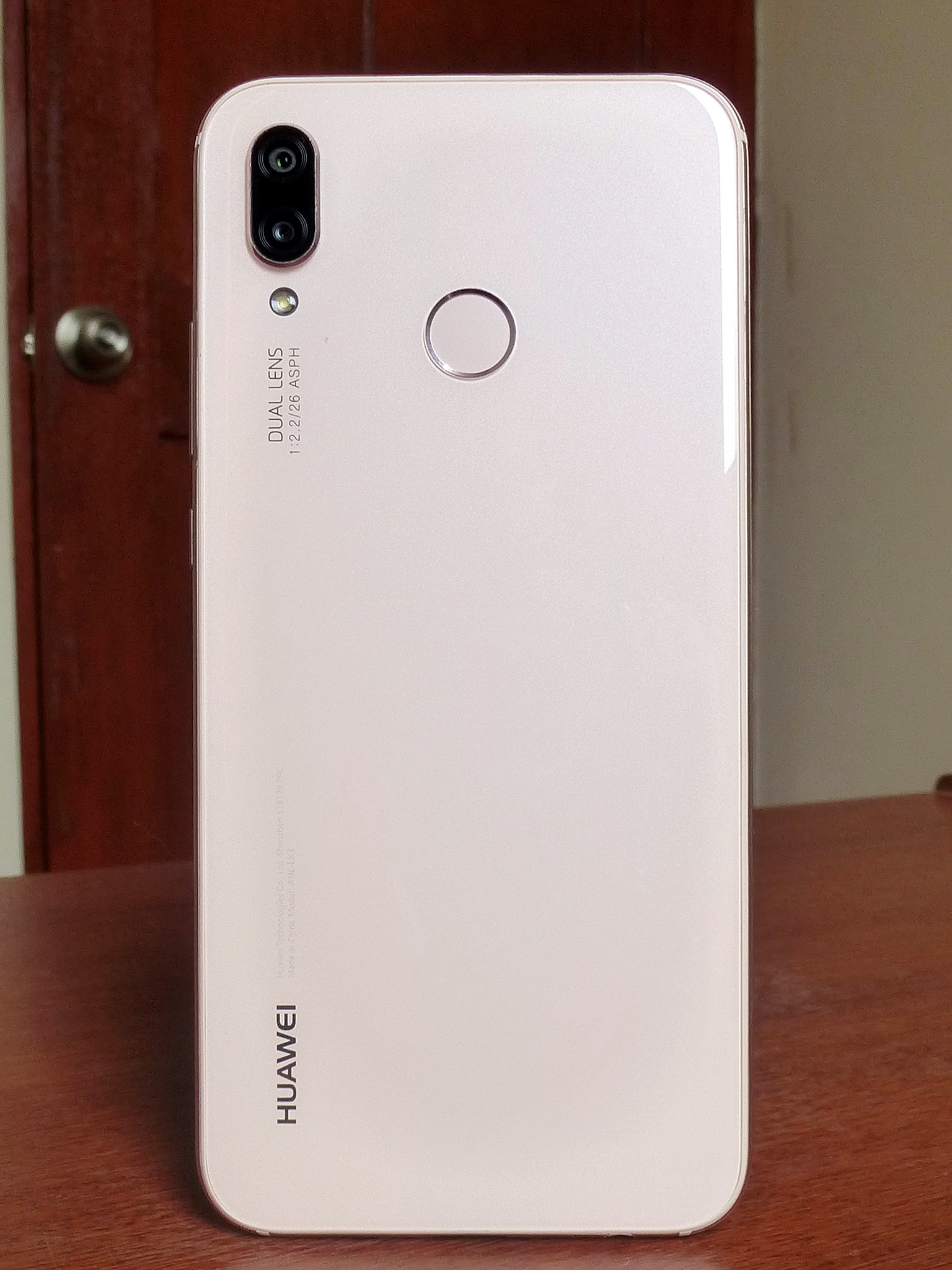
Retro del Huawei P20 Lite